# Peach-Pit
Peach-Pit (ピーチ・ピット, Pīchi Pitto) és un duo d'artistes manga del Japó, format per Banri Sendo (千道 万里, Sendō Banri) i Shibuko Ebara (えばら 渋子, Ebara Shibuko). El seu nom deriva del menjador del TV Show Beverly Hills 90210. Ambdues tenen estils similars, amb solament veure alguns dels seus treballs és possible identificar que artista és la qual dibuixa. Són reconegudes pels seus estils Bishōjo. Com s'assenyala en els seus llibres, ambdues són Bessons i "Quasi banyem els nostres telèfons en el vàter... dues vegades."
Les dues cresqueren juntes, anaren a la mateixa escola primària i des de llavors són amigues. Començaren com artistes manga de doujinshi, però no com PEACH-PIT. Després foren descobertes per Dengeki Comic Gao!. En el 2008, un dels seus mangues, Shugo Chara!, fou guardonat amb el Kodansha Manga Award pel millor manga per a xiquets.